# Bill DeMott
Bill DeMott (født 10. november 1966) er en amerikansk fribryder kendt fra World Championship Wrestling som Hugh Morrus. Han er også kendt for hans store vægt, der dog ikke var i vejen for at han udførte sin moonsault fra toprebet – No Laughing Matter.

## Biografi

### Crash the Terminator
Bill DeMott er trænet af Johnny Rodz. DeMott kæmpede i de tidlige år som Crash the Terminator, i Japans W*ING promotion, hvor han vandt deres største titel i en turnering. Crash the Terminator blev derefter en del af ECW i en kort periode af 1994.

### World Championship Wrestling
DeMott debuterede i WCW som den maniske Hugh Morrus. Han blev medlem af Dungen of Doom, gruppen der ville destruere Hulk Hogan. Hugh Morrus var aldrig involveret i store wrestlingkampe, men han huskes dog som det første offer for Goldbergs sejrsrække. I 1999 blev Hugh Morrus medlem af en gruppe ved navn First Family, der også bestod af Brian Knobbs, Jerry Flynn, The Barbarian og lederen Jimmy Hart. I marts 2000 vendte Hugh Morrus tilbage og besejrede KISS Demon. Dette blev begyndelsen på et "push". Da Vince Russo og Eric Bischoff overtog WCW, "fyrede" Russo ham fra firmaet sammen med en gruppe andre wrestlere. Disse dannede Misfits in Action. Hugh Morrus blev udnævnt som kaptajn, under det nye navn Hugh G. Rection (som sjovt nok lyder som Huge Erection). Da G.I. Bro forlod gruppen, blev Rection udnævnt som general. Gruppen fejdede med Filthy Animals, Natural Born Thrillers og naturligvis Team Canada. Misfits in Action forsvarede ofte de amerikanske farver, mod Team Canada. Ved WCW Halloween Havoc 2000 vandt General Rection sin første titel i WCW nogensinde, da han både besejrede Lance Storm og Jim Duggan i en handicap kamp. Rection vandt godt og vel en måned senere, tag team titlerne sammen med Alex Wright, på en turné i Tyskland. Rection mistede sin U.S. titel, men genvandt den. I januar 2001 mistede han dog titlen til Shane Douglas.

### World Wrestling Federation/Entertainment
DeMott var en af de wrestlere der blev tilbudt en kontrakt da WCW blev opkøbt af WWE. Hugh Morrus var den første tidligere WCW wrestler, til at vise sig på et WWE show da han angreb Edge med sin Moonsault. Hugh Morrus, Shawn Stasiak og Chris Kanyon besejrede Billy Gunn, Albert og Big Show ved WWE Invasion 2001. Hugh Morrus forsvandt fra tv i en lang periode, og i mellemtiden vandt han sammen med Raven, HWA Tag Team titlerne, i Heartland Wrestling Association. Hugh Morrus dukkede op på WWE tv igen, som Bill DeMott da han fungerede som træner på den 3. sæson af WWE Tough Enough. Bill DeMott vendte tilbage til ringen da serien sluttede, og wrestlede som Bill DeMott. Først fungerede han bare som en bølle, der smadrede små wrestlere. I starten af 2003 fik han en underlig rolle, der gik ud på at fortælle pinlige og usjove jokes, inden sine kampe, som han for det meste tabte. I sommeren 2003 stoppede DeMott, og blev i stedet kommentator på WWE Velocity. Da Deep South Wrestling åbnede i 2005 blev han træner der, men i 2007 blev han fyret fra WWE.

### Privat
DeMott har to døtre. Han er stor fan af The Ramones, og privat er han ven med Chavo Guerrero jr., Lash LeRoux, Goldberg samt andre wrestlere.